# قائمة حاملي علم السعودية في الألعاب الأولمبية
هذه هي قائمة حاملي علم السعودية والذين يمثلون المملكة العربية السعودية في دورة الألعاب الأولمبية.
حملي الأعلام هم من يحملون العلم الوطني لبلادهم في حفل إفتتاح دورة الألعاب الأولمبية.
| #  | سنة الحدث | الألعاب الأولمبية | حامل العلم          | الرياضة       |
| -- | --------- | ----------------- | ------------------- | ------------- |
| 1  | 1972      | الصيفية           | بلال سعد العزما     | ألعاب القوى   |
| 2  | 1984      | الصيفية           | صفق العنزي          | إطلاق النار   |
| 3  | 1988      | الصيفية           | صالح المار          | رسمي          |
| 4  | 1992      | الصيفية           | مضحي الدوسري (دراج) | ركوب الدراجات |
| 5  | 1996      | الصيفية           | خالد الخالدي        | ألعاب القوى   |
| 6  | 2000      | الصيفية           | خالد الدوسري        | التايكواندو   |
| 7  | 2004      | الصيفية           | هادي صوعان          | ألعاب القوى   |
| 8  | 2008      | الصيفية           | محمد الخويلدي       | ألعاب القوى   |
| 9  | 2012      | الصيفية           | سلطان الداودي       | ألعاب القوى   |
| 10 | 2016      | الصيفية           | سليمان حمد          | الجودو        |